# ヨハン・ゲオルク・アウグスト・ガレッティ

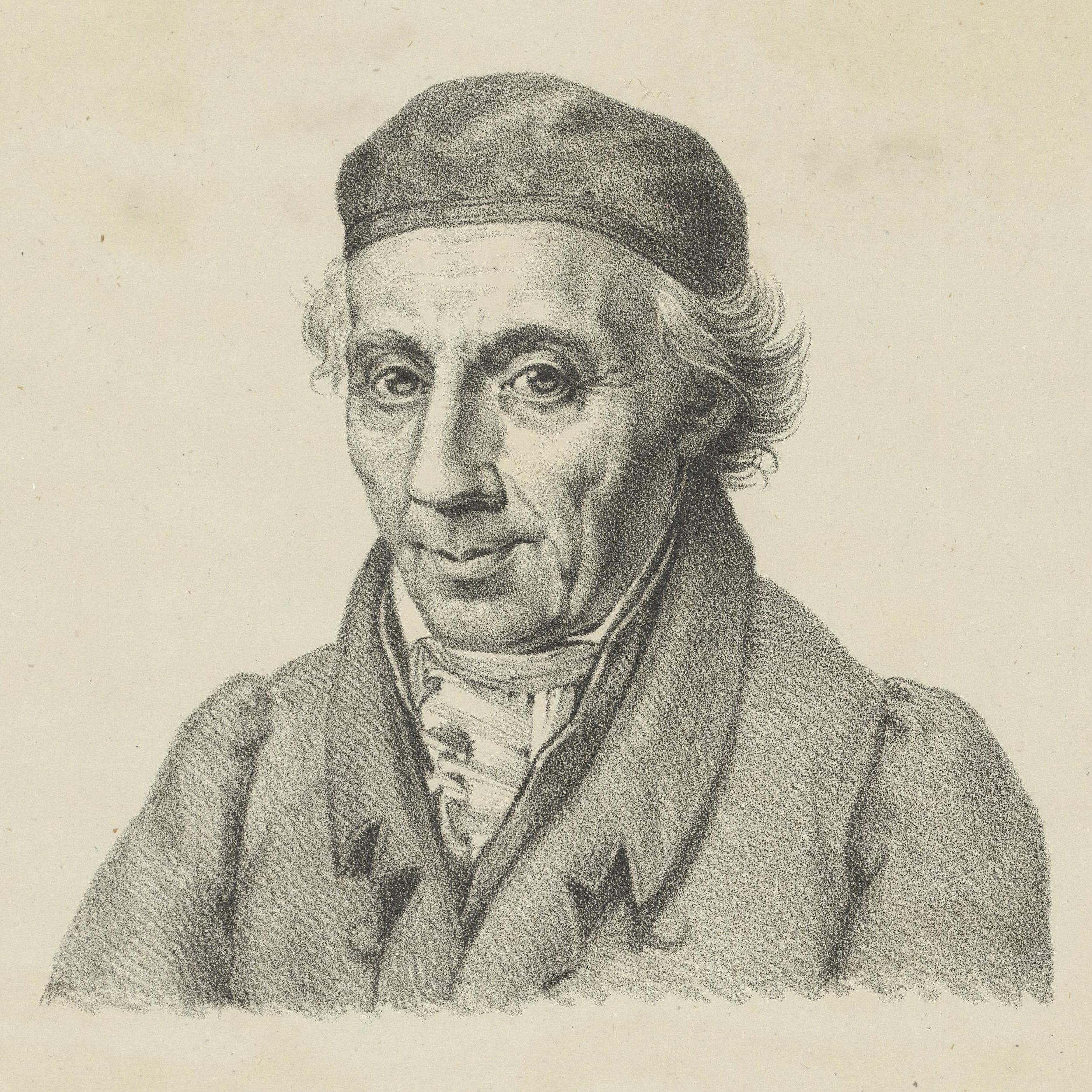
ヨハン・G・A・ガレッティ

ヨハン・ゲオルク・アウグスト・ガレッティ（Johann Georg August Galletti, 1750年8月19日 - 1828年3月16日）は、ドイツの歴史学者、地理学者。ギムナジウムの教授をしながら生涯に渡り多数の歴史書や教本を執筆した。その講義中に残した数々の失言が広く語り伝えられている。

## 生涯
イタリア人バリトン歌手の父と宮廷近侍の娘だった母のもと、ザクセン＝ゴータ＝アルテンブルク公国（現在のテューリンゲン州）のアルテンブルクに生まれた。勉強好きだったガレッティはゲッティンゲン大学に進んで法律、地理、歴史を学び、卒業後は住み込みの家庭教師をしながら『トンナ領史』『ラテン語文法教本』『幾何学指南』などの著作を執筆した。1778年より母校であるゴータのギムナジウムで教授となり、以後40年間同校に勤めた。1813年には宮中顧問官の称号を受けた。1818年に退職して隠遁生活に入って以降も著書の執筆に励み、1828年に水腫症によってゴータで死去するまで、『テューリンゲン史』（6巻）、『ドイツ史』（10巻）、『スペイン・ポルトガル史』（3巻）、『トルコ史』（3巻）、『ペルシャ史』（2巻）など40あまりの著作を著した。没後の1858年にはウィーンの出版社から『世界便覧、もしくは全世界の地理的・統計的・歴史的拠説につき、地勢・面積・人口・文化論につき、地理・統計・歴史百科事典』という著書が復刻された。

## 『ガレッティ先生失言録』
ガレッティが生涯に渡って執筆した膨大な量の著作は現在では顧みられることはないが、一方彼が講義中に残した多数の失言は彼の死後にまとめられ多くの版を重ねることになった。最初に編纂されたのはガレッティの死の直後の1830年代で、始めは仮綴の手刷り本であったが、1868年にベルリンの書店から約400の失言を収めた『ガレッティアーナ 1750 - 1828』と題する印刷本が刊行された。その後1909年に『ゴータ王立ギムナジウム教授ヨハン・ゲオルク・アウグスト・ガレッティ先生の心ならずも口にせし失言録』という銅版画入りの豪華本が刊行され、以後これが底本となった。ただし、これらの失言の中には明らかに後世の創作と見なしうるものも含まれている。

### 失言の例
- ダイオタロスは、彼の父親の息子でありました[5]。
- ライプツィヒの戦いのあとでは、三本か四本、あるいはそれ以上の脚を射抜かれた馬がそこらを歩きまわっていました[6]。
- ザクセンの鳥のうち、最も体の大きいものは雄のロバです[要出典]。
- 象は世界最大の昆虫である[7]。
- アフリカのライオンは一般に10歳になるまで成長し、その後はひたすら大きくなります[7]。
- 地中海の島々はすべてシチリア島よりも大きいか、あるいは小さいかのどちらかです[8]。
- フンボルトがチンボラソ山に登ると、そこは非常に大気が希薄であったので、彼はもはや眼鏡なしに本を読むことができませんでした[9]。
- じゃあ君は歴史をスナップ（トランプ遊び）と同じくらい簡単なものだと思っているのかね。馬鹿を言いたまえ。歴史なんぞはまたたく間に覚えられるが、スナップがものになるには何年もの時間がかかるのだよ[10][注釈 1]。
- 私はとても疲れているので、一方の足がもう一方の足を見ません[11]。
- 本を閉じて、頭を上げなさい、もう何も頭に入らないようにするために[12]。
- ペルシア人は大声で叫んだ「おお、我が主イエスよ! アテネの軍勢が来てしまった!!」[5][注釈 2]
- アレクサンダー大王は、その死に先立つこと21年前に毒殺された[13]。
- カンナエの戦いの際に、ローマ軍は3万人の精鋭を備えていた。戦いの後に2万人が捕虜になり、4万人が戦場に取り残され、12万人が逃亡した[14]。
- ナポレオンは何事につけ、すべてが大胆である。たとえば、彼の最初の子供は息子であった[15]。
- ドイツでは毎年、人口1人あたり22人が死亡する[16]。